# Maison du Temple du Mas de la Garrigue
 (novembre 2020).
Si vous disposez d'ouvrages ou d'articles de référence ou si vous connaissez des sites web de qualité traitant du thème abordé ici, merci de compléter l'article en donnant les références utiles à sa vérifiabilité et en les liant à la section « Notes et références ».
La maison du temple du Mas de la Garrigue est l'un des ordres catalans de l'Ordre du Temple qui était situé au sud-est de la commune de Perpignan, sur la rive gauche de la rivière Rard. Complètement éteint, jusqu'à il y a quelques années, le lieu exact et l'année de sa fondation n'étaient pas connus, ce qu'a résolu la publication du Diplomatari del Masdéu.

## Histoire

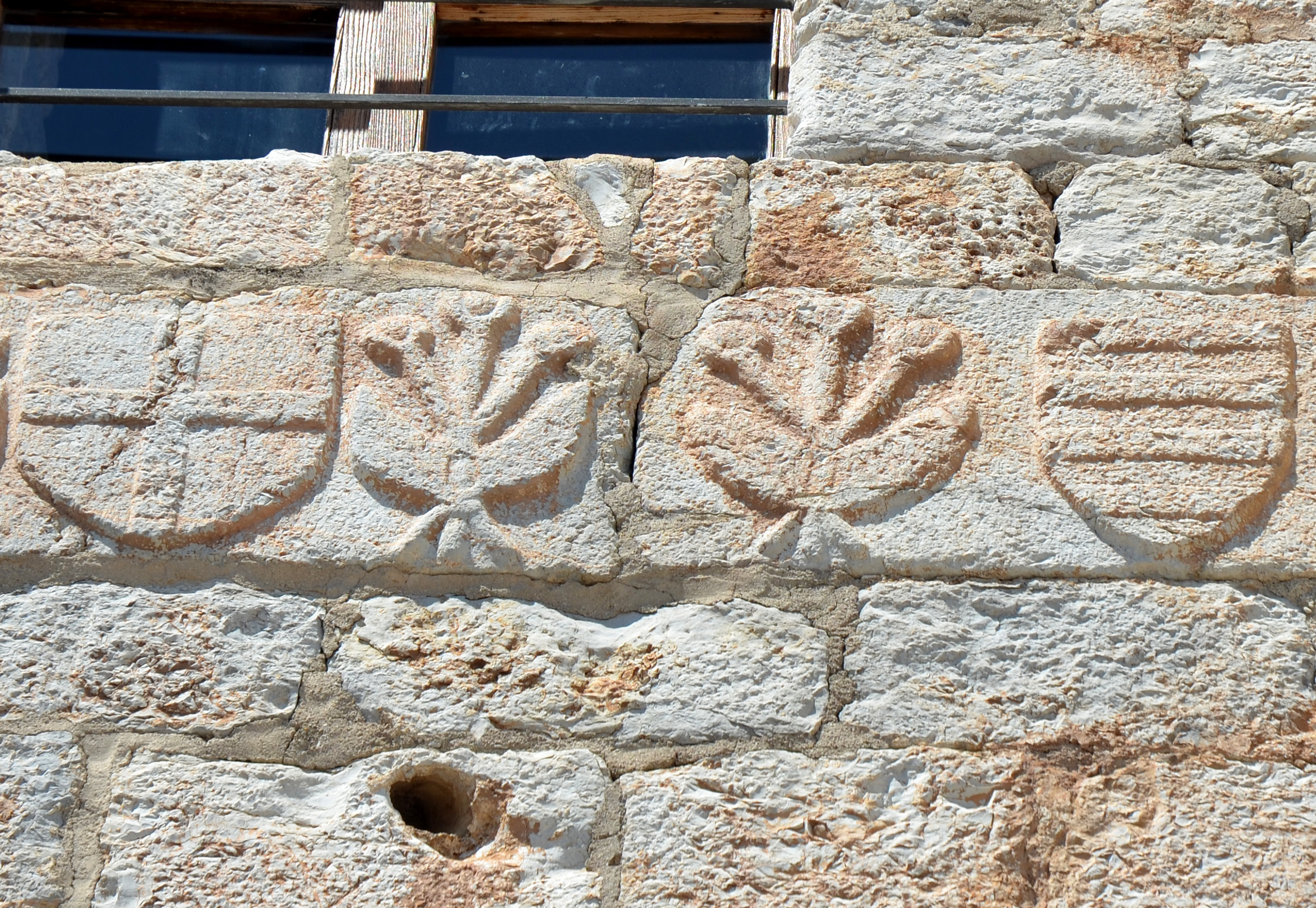
Frise héraldique du château des Templiers de Peniscola (Baix Maestrat). Les boucliers sont, de gauche à droite: croix de l'ordre du Temple, chardons de Berenguer de Cardona, maître provincial, et bouclier bagué d'Arnau de Banyuls [dels Aspres] qui était commandant de Peniscola (1298-1307) et de Gardeny (1307).

Mas de la Garrigue était l'une des dix maisons subordonnées du maire ou commanderie du Mas Deu.
Comme son nom l'indique, il a son origine dans un mansus, comme la maison mère. Les Templiers de Mas Deu l'ont installé au milieu du champ, à la limite sud de la paroisse de Saint-Jean de Perpignan, afin de diriger et gérer une ferme. La fondation de cet ordre rural met en évidence les avantages et les privilèges qui, dans les dernières décennies du XIIe siècle, avaient obtenu l'ordre de promotion de l'élevage. Le Mas de la Garrigue fut la première fondation de ce type dans la plaine du Roussillon; bien que Pere Porcell soit documenté comme son premier commandant en 1197, il appartient à l'ordre depuis le milieu du XIIe siècle. 
Un exemple significatif de l'importance économique de ces activités peut être vu dans un document de 1277, dans lequel Ramon Desbac, commandant du Mas Deu, vendait à Guillem Tolsà, curé de Perpignan, toute la production annuelle de laine de mouton. Et tous les moutons du Mas de la Garrigue. Le montant facturé pour la vente a largement dépassé le total des revenus perçus par la commande en un an. Ces revenus figurent dans l'inventaire d'un capbreu de 1264. 
En 1318, après l'extinction du Temple, la plupart de ses biens, comme partout, furent cédés à l'Ordre de l'hôpital Saint-Jean de Jérusalem. Les possessions de Roussillon font partie du Grand Prieuré de Catalogne et sont réorganisées en trois ordres, le Mas Deu, le Bajoles et l'Orla. Les autres sous-commandes dépendant de Masdéu sont devenues des prieurés. Le Mas de la Garrigue a cessé d'être un ordre et est devenu un prieuré dépendant de la commanderie de Bajoles.
Une visite pour améliorer « l'ordre de Bajoles et de ses membres » en 1661, indique que le Mas de la Garrigue était situé entre Cabestany et Sant Nazari. À cette époque, les cençalistas du Mas de la Garrigue étaient les héritiers de Miquel Masdéu, un marchand de Perpignan, qui l'avait loué à un fermier.